# 永山忠好
永山 忠好（ながやま ただよし、生没年不詳）は、戦国時代の武将。下野国の大名・宇都宮氏の家臣。道号は道損。

## 人物
戦国大名下野宇都宮氏の18代当主・宇都宮忠綱の近臣として知られる。忠好の「忠」の一字は主君の忠綱から拝領したものである。
毎年佐八氏から宇都宮氏に届けられる大麻・土産を忠綱に披露したり、伊勢新宮の神領となった栗嶋郷の管理などを任されていた。佐八美濃守に宛てた書状も複数残されている。
大永年間（1521年-1528年）に忠綱の家中統制の強化に反対した家臣の芳賀氏の芳賀高経、塩谷氏、笠間氏らが忠綱と対立することによって大永の内訌が勃発し、家中は不安定になる。猿山合戦での忠綱の敗北後、忠好は他国に亡命し道損と号した。